# Gradewo

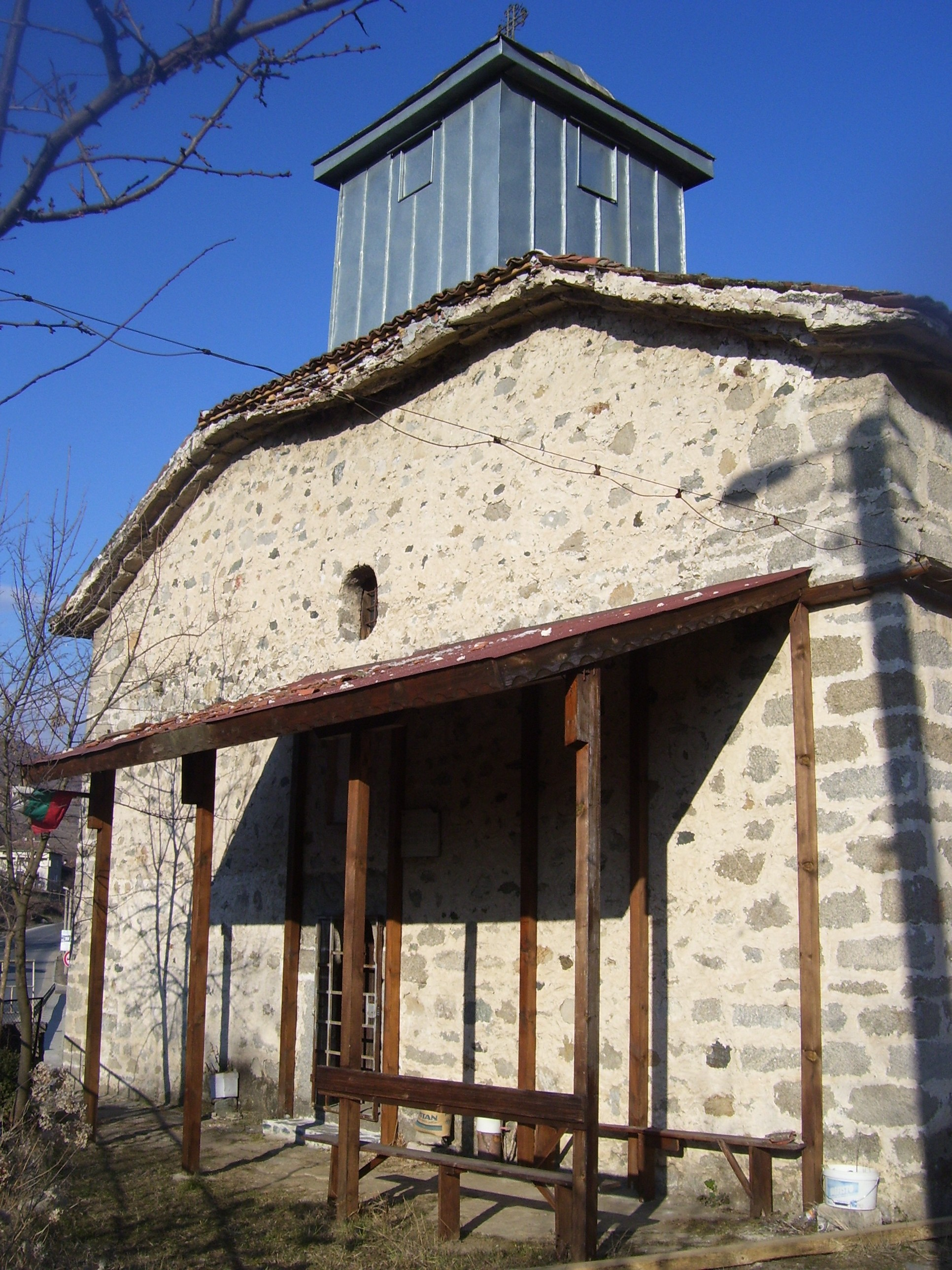
Cerkiew proroka Eliasza

Gradewo (bułg. Градево) – wieś w południowo-zachodniej Bułgarii, w obwodzie Błagojewgrad, w gminie Simitli. Według danych Narodowego Instytutu Statystycznego, 31 grudnia 2011 roku wieś liczyła 177 mieszkańców.

## Historia
Miejscowość wspomniana w tureckich dokumentach w 1576 roku. W 1891 roku Georgi Strezow napisał o wsi: 

Gradewo, 5 godzin na południe od Dżumai; ma dwie cerkwie i jedną popską szkołę. Okolica jest górska i stroma. Przez osadę wije się rzeka, której znaczenie rośnie zimą; w niej poławia się pstrągi.

## Zabytki
Do zabytków zalicza się:
- Cerkiew proroka Eliasza
- Cerkiew Św. Mikołaja

## Osoby związane z Gradewem
- Jordan Cickow – rewolucjonista
- Spas Dimitrow – rewolucjonista
- Gyłyb Georgiew – kmet Błagojewgradu
- Christo Gradewecyt – rewolucjonista
- Stoił Iwanow – nauczyciel
- Todor Iwanow – rewolucjonista
- Dimityr Janew – kompozytor
- Mirczo Jurukow – wolontariusz Legionu Macedońsko-Adrianopolskiego
- Jane Marewski – ksiądz
- Awram Mładenow – bohater chrześcijański
- Angeł Mazneow – rewolucjonista
- Stojan Sotirow – artysta